# Ombre malesi
Ombre malesi (The Letter) è un film del 1940 diretto da William Wyler.
Tratto dal racconto La lettera e dall'omonimo dramma, entrambi di William Somerset Maugham, è il remake di The Letter del 1929.

## Trama
Leslie Crosbie è la moglie di un imprenditore inglese che gestisce una piantagione di gomma in Malesia. Una sera la donna uccide a colpi di pistola un uomo che uno dei suoi servitori riconosce come Geoff Hammond. Leslie chiede al servitore di andare a chiamare il marito Robert, che sta lavorando in una delle piantagioni e che raggiunge subito la moglie, dopo aver convocato il proprio avvocato e un ispettore della polizia britannica. Leslie riferisce loro di aver ucciso Hammond per salvare il proprio onore, dopo che l'uomo aveva tentato di sedurla con la forza.
L'iter giudiziario prevede che Leslie venga posta in stato d'arresto e trascorra alcuni giorni in prigione a Singapore, in attesa del processo per omicidio. Tutti ritengono che abbia agito eroicamente, con l'eccezione del suo avvocato, Howard Joyce, che sembra avere dei dubbi sulle reali motivazioni. Tali sospetti appaiono giustificati quando Ong Chi Seng, impiegato nel suo studio legale, mostra a Joyce la copia di una lettera scritta da Leslie il giorno in cui uccise Hammond, in cui lo informava che sarebbe stata a casa da sola quella sera e che lo aspettava. Ong Chi Seng riferisce che la lettera è nelle mani della vedova di Hammond, una donna eurasiatica che vive nel quartiere cinese della città. Di fronte alle prove schiaccianti, Leslie è costretta a confessare a Joyce l'uccisione a sangue freddo di Hammond, ma la donna manipola abilmente l'avvocato proponendogli un accordo per il riacquisto della lettera.
Non essendoci altre alternative, la somma necessaria viene prelevata dai fondi personali di Robert Crosbie, ad insaputa di quest'ultimo. Joyce affida il denaro a Leslie, che dovrà consegnarlo personalmente alla vedova di Hammond, avendo quest'ultima preteso questa condizione al fine di poter vedere di persona la donna che le ha ucciso il marito. Ottenuta la lettera, Leslie è assolta.
Durante una festa dopo il processo, quando Robert annuncia che ha intenzione di destinare i propri fondi all'acquisto di una piantagione di gomma a Sumatra, Leslie e Joyce sono costretti a rivelargli che i suoi risparmi sono stati utilizzati per la difesa di Leslie, a causa dell'esistenza della lettera. Dopo aver chiesto di vedere la lettera, Robert è sconvolto apprendendo che Hammond è stato l'amante di sua moglie per anni e che lei lo ha ucciso per gelosia, ma si offre di perdonarla se lei giurerà di amarlo ancora. Non avendo potuto mentire al marito ed avendo confessato di amare ancora l'uomo che ha ucciso, Leslie vaga in uno stato di stordimento emotivo in giardino al chiaro di luna, quasi consapevole che qualcuno la sta aspettando: sulla soglia trova un pugnale che la vedova Hammond, nascosta nei pressi con un complice, ha lasciato come invito a uccidersi: quando però Leslie tenta di sottrarsi alla vendetta, viene uccisa, pugnalata dalla vedova, mentre il complice impedisce a Leslie di gridare. Mentre essi si allontanano dalla scena del delitto vengono fermati da un poliziotto che prende a seguirli.

## Riconoscimenti
- 1941 – Premio Oscar
  - Candidatura al miglior film alla Warner Bros.
  - Candidatura al miglior regista a William Wyler
  - Candidatura alla miglior attrice a Bette Davis
  - Candidatura al miglior attore non protagonista a James Stephenson
  - Candidatura alla miglior fotografia a Tony Gaudio
  - Candidatura al miglior montaggio a Warren Low
  - Candidatura alla miglior colonna sonora a Max Steiner